# Qiu Qiyuan
Dans ce nom chinois, le nom de famille, Qiu, précède le nom personnel.
Qiu Qiyuan (邱祺缘), née le 24 mai 2007 dans la province de Fujian, est une gymnaste chinoise. A l'âge de 16 ans, elle devient championne du monde en barres asymétriques et championne d'Asie notamment du concours général individuel.

## Biographie
En 2019, elle monte déjà trois fois sur le podium des championnats juniors chinois avec la médaille d'argent au concours général. En 2021, elle participe aux championnats nationaux chinois sénior avec une septième place sur la poutre. L'année suivante, elle est championne nationale chinoise 2022 sur la poutre. La même année, elle a subi une opération au genou.
En 2023, elle participe aux compétitions internationales sur le circuit de la coupe du monde avec une médaille d'or sur l'épreuve de Bakou aux barres asymétriques ; en mai 2023, Qiu a remporté l'or au concours général individuel, aux barres asymétriques et à la poutre aux championnats chinois avec dans ce dernier agrès, un exercice avec un niveau de difficulté coté à 6,8.
En juin 2023, Qiu remporte la médaille d'or avec l'équipe féminine chinoise aux Championnats d'Asie 2023 à Singapour dans l'épreuve du concours général par équipe. Qiu remporte également l'or au concours général individuel et l'or aux barres asymétriques avec un score total de 54,932 points.
En octobre 2023, elle devient championne du monde aux barres asymétriques lors des Championnats du monde 2023 à Anvers. Elle a également obtenu la quatrième place au concours général individuel derrière l'Américaine Shilese Jones avec un score de 54,799.

## Palmarès

### Championnats du monde
- Anvers 2023
  -  Médaille d’or aux barres asymétriques

### Jeux Olympiques
- Paris 2024
  - 🥈 Médaille d'argent aux barres asymétriques